# メディアシップ
有限会社メディアシップは、福岡市に拠点を置くアナウンサーの養成スクールを運営する会社である。

## アナウンス養成学校
- 名称 - KAS九州アナウンスセミナー
- 所在地 - 福岡県福岡市中央区警固2-16-6 フィットけやき702

## 出身アナウンサー
- 前畑静香 - 鹿児島読売テレビ → フリーアナウンサー
- 八谷英樹 - 熊本県民テレビ → 山口朝日放送
- 川島恵 - 宮崎放送
- 佐藤倫子 - 名古屋テレビ → フリーアナウンサー
- 田久保諭 - 琉球放送
- 小野宏樹 - 広島テレビ
- 佐々木理恵 - NHK福岡放送局
- 宮﨑真実 - 長崎文化放送
- 羽地政義 - 長崎文化放送
- 松田結花 - エフエム熊本
- 北﨑千香子 - 鹿児島放送
- 今末真人 - エフエム徳島 → エフエム鹿児島
- 平川侑季 - 大分放送 → 福岡放送 → フリーアナウンサー
- 和田綾香[1] - テレビ大分
- 中島三奈 - NHK鹿児島放送局 → NHK北九州放送局 → 大分放送
- 美川愛実 - 鹿児島テレビ
- 廣末圭治 - 宮崎放送
- 外種子田結 - 宮崎放送
- 辻成美 - 九州朝日放送にて旧・ひまわり号のリポーター → フリーアナウンサー
- 中嶋空[2] - NHK宮崎放送局 → TVQ九州放送
- 後間秋穂 - 沖縄テレビ放送
- 久保田康佑 - テレビ高知
- 永島由菜[3] - 熊本県民テレビ
- 佐藤伊音[4] - 大分朝日放送
- 甲斐菜々子 - 長崎国際テレビ
- 三原楓花 - 琉球放送
- 牛島ひかり[5] - 長崎文化放送
- 亀山真依 - 熊本放送
- 宮本真綾 - フジテレビ